# Gedong Songo
De 'Gedong Songo' (letterlijk 9 gebouwen) zijn hindoeïstische tempels in Midden-Java, Indonesië. Zij zijn gelegen op ongeveer 40 km ten zuiden van Semarang en 50 km ten oosten van het Dieng plateau. De tempels dateren uit de periode 730-780 na Christus en liggen verspreid over de zuidwestelijke flank van Gunung Ungaran, die 1893 m hoog is. De hoogste tempel is gelegen op 1308 meter.